# 川崎市の土地区画整理事業一覧
川崎市の土地区画整理事業一覧（かわさきしのとちくかくせいりじぎょういちらん）は、川崎市内で実施の土地区画整理事業の一覧である。

## 土地区画整理事業の一覧
- 川崎市旧法古市場土地区画整理事業(昭和18年-昭和23年)
- 川崎市旧法小向第二土地区画整理事業(昭和18年-昭和30年)
- 川崎市旧法小向土地区画整理事業(昭和16年-昭和28年)
- 川崎市旧法千年土地区画整理事業(昭和29年-昭和29年)
- 川崎市旧法登戸土地区画整理事業(昭和16年-昭和24年)
- 川崎都市計画事業万福寺土地区画整理事業（新百合ヶ丘,三井不動産、所の丘陵地区「新百合山手」他、平成12年-平成20年、組合施行)
- 川崎都市計画事業栗木第二土地区画整理事業(昭和62年-平成13年、組合施行)
- 川崎都市計画事業犬蔵土地区画整理事業(平成12年-平成18年、組合施行)
- 川崎都市計画事業五力田土地区画整理事業(平成3年-平成17年、組合施行)
- 川崎都市計画事業細山金井久保土地区画整理事業(平成11年-平成15年、組合施行)
- 川崎都市計画事業細山西土地区画整理事業(平成11年-平成14年、組合施行)
- 川崎都市計画事業川崎市向原土地区画整理事業(平成6年-平成12年、組合施行)
- 川崎都市計画事業登戸土地区画整理事業（昭和63年-平成27年、市施行)
- 川崎都市計画事業塔の越土地区画整理事業(平成9年-平成12年、組合施行)
- 川崎都市計画事業片平土地区画整理事業(平成13年-平成19年、組合施行)

### 川崎区
- 川崎都市計画事業大師臨港地帯土地区画整理事業(第1工区－第7工区、昭和12年-昭和42年、市施行)
- 川崎都市計画事業復興土地区画整理事業(第1工区－第6工区、戦災復興都市計画、昭和21年-昭和48年、市施行)
- 殿町三丁目土地区画整理事業（キングスカイフロント）

### 中原区
- 川崎都市計画事業上小田中7丁目土地区画整理事業(平成17年-平成19年、個人施行)
- 川崎都市計画事業新丸子東3丁目土地区画整理事業（東京建物株式会社が同意施行者、平成19年度-平成21年度）
  - KDX武蔵小杉ビル、ブリリア武蔵小杉などが建設された。

### 宮前区
- 川崎都市計画事業野川第一土地区画整理事業 多摩田園都市#野川第一地区(昭和34年-昭和37年、組合施行)
- 川崎都市計画事業有馬第一土地区画整理事業(昭和37年-昭和42年、組合施行)
- 川崎都市計画事業有馬第二土地区画整理事業(昭和43年-昭和54年、組合施行)
- 川崎都市計画事業土橋土地区画整理事業(昭和37年-昭和54年、組合施行)
- 川崎都市計画事業宮崎土地区画整理事業(昭和39年-昭和54年、組合施行)
- 川崎都市計画事業小台土地区画整理事業(昭和43年-昭和51年、組合施行)
- 川崎都市計画事業神木土地区画整理事業(昭和44年-昭和47年、組合施行)

### 高津区
- 川崎都市計画事業上作延農住組合土地区画整理事業(昭和62年-平成3年、個人施行)
- 川崎都市計画事業梶ヶ谷第一土地区画整理事業(昭和39年-昭和46年、組合施行)

### 麻生区
- 川崎都市計画事業細山土地区画整理事業(昭和44年-昭和48年、組合施行)
- 川崎都市計画事業細山第二土地区画整理事業(昭和52年-昭和57年、組合施行)
- 川崎都市計画事業金程向原土地区画整理事業(昭和55年-昭和62年、組合施行)
- 川崎都市計画事業山口台土地区画整理事業（新百合ヶ丘、昭和58年-昭和63年、組合施行)
- 川崎都市計画事業早野土地区画整理事業(昭和46年-昭和50年、組合施行)
- 川崎都市計画事業柿生第一土地区画整理事業(昭和52年-昭和57年、組合施行、小田急不動産五月台他）
- 川崎都市計画事業柿生第二土地区画整理事業(昭和46年-昭和52年、組合施行)
- 川崎都市計画事業栗木第一土地区画整理事業(昭和47年-昭和57年、組合施行)
- 川崎都市計画事業黒川第一土地区画整理事業(昭和50年-昭和55年、組合施行)
- 川崎都市計画事業新百合ヶ丘駅周辺特定土地区画整理事業(昭和52年-昭和60年、組合施行)

### 多摩区
- 川崎都市計画事業南生田土地区画整理事業(昭和47年-昭和52年、組合施行)